# Martin Kreuzer
Martin Kreuzer (* 15. Juli 1962 in Ihrlerstein) ist ein deutscher Mathematiker und Großmeister im Fernschach.
Kreuzer studierte Mathematik an der Universität Regensburg mit dem Diplomabschluss 1986 und der Promotion 1989 bei Ernst Kunz (Vektorbündel und der Satz von Cayley-Bacharach). Als Post-Doktorand war er an der Queen’s University in Kingston (Ontario) bei Anthony Geramita. Danach war er wieder in Regensburg, wo er sich 1997 habilitierte. 2000 bis 2001 war er Lehrstuhlvertreter für Algebraische Geometrie in Bayreuth und 2000 bis 2007 für Algebra an der Technischen Universität Dortmund. Seit 2007 ist er Professor für Symbolisches Rechnen (Symbolic Computation) an der Universität Passau.
Er befasst sich mit Computeralgebra (speziell Algorithmen in der kommutativen Algebra), algebraischer Geometrie und Anwendungen wie in Kryptographie und in der Erdölsuche und Modellierung von Lagerstätten.
Er ist seit 1993 FIDE-Meister und wurde 1994 Internationaler Großmeister im Fernschach. Er war Mitglied des deutschen Teams, das die 12. und 13. Fernschach-Olympiade gewann.
Seine Wertungszahl im Fernschach liegt bei 2612 (Stand: 1. Februar 2019).

## Schriften
- mit Lorenzo Robbiano Computational Commutative Algebra, 2 Bände, Springer Verlag 2000, 2005
- mit Stefan Kühling Logik für Informatiker, Pearson 2006